# Miklós Barabás

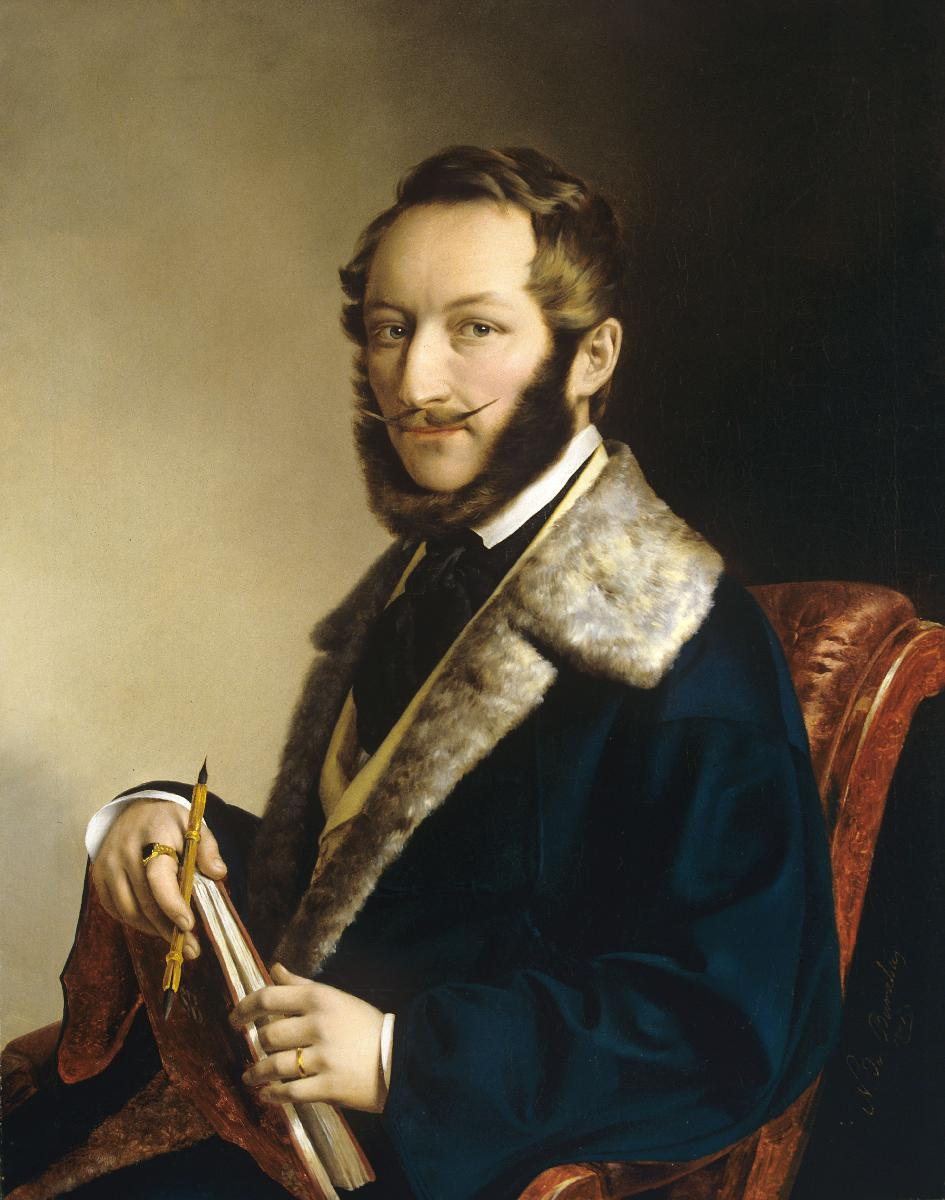
Miklós Barabás 1841

Miklós Barabás, auch Nikolaus von Barabás (* 10. Februar 1810 in Márkusfalva, heute Mărcușa, Rumänien; † 12. Februar 1898 in Budapest) war ein ungarischer Maler, der vor allem durch seine Porträts sowie seine Genredarstellungen des ungarischen Landlebens bekannt ist. Zu seinen Lebzeiten gehörte er zu den am meisten geschätzten Malern seines Landes. Seine realistischen Gemälde waren in vielen vermögenden Haushalten zu finden.

## Leben
Barabás begann sein Kunststudium an der Akademie der bildenden Künste in Wien in den Jahren 1829 und 1830. Nachdem er 1830 nach Cluj zurückkam, erlernte er die Kunst der Lithografie von Gábor Barra. Seit 1831 verbrachte Barabás zwei Jahre in Bukarest, wo er auch Porträtmaler wurde. Von 1834 bis 1835 war er auf einer Studienreise in Italien. Nach dieser längeren Unterbrechung setzte er dieses Studium 1836 bis 1838 in Budapest fort. Ab 1840 ließ er sich endgültig in Budapest nieder und blieb dort bis zu seinem Tode.

## Werk
Künstlerisch blieb Barabás vom Wiener Kunstgeschmack zu den Zeiten seines Studiums geprägt. Seine Porträts sind häufig kleinformatig und vom Biedermeier-Stil geprägt. Künstlerisch ist er vor allem aus zwei Gründen bedeutsam. Er prägte mit seiner Tätigkeit in Budapest die Kunstszene der damaligen Zeit, und seine Gemälde halten die Geschichte und die Kultur seines Landes fest. Zu seinen wichtigsten Porträts gehört das von Franz Liszt; einen Einblick in das gesellschaftliche Leben gibt aber auch beispielsweise das großformatige Bild „Die Grundsteinlegung“, in der Barabás die Zeremonie festhielt, mit der 1842 die Errichtung der Budapester Kettenbrücke begann. Auch stellte er zeitlebens Lithografien, die teilweise einem hohen künstlicherischen Wert entsprachen, her.

## Werke (Auswahl)
Eine große Anzahl seiner Gemälde befinden sich im Szépművészeti Múzeum in Budapest. Dort hängen unter anderem
- Selbstbildnis, Öl auf Leinwand, 1841
- Aufbruch einer rumänischen Familie, Öl auf Leinwand, 1843
- Taubenpost, Öl auf Leinwand, 1843
- Franz Liszt, Öl auf Leinwand, 1847
- Ankunft der Braut, Öl auf Leinwand, 1856
- Frau Sándorné Nikolics, Öl auf Leinwand, 1858

- Porträt Erzherzog Albrecht von Österreich-Teschen, Öl auf Leinwand, 1854, Heeresgeschichtliches Museum, Wien

## Galerie

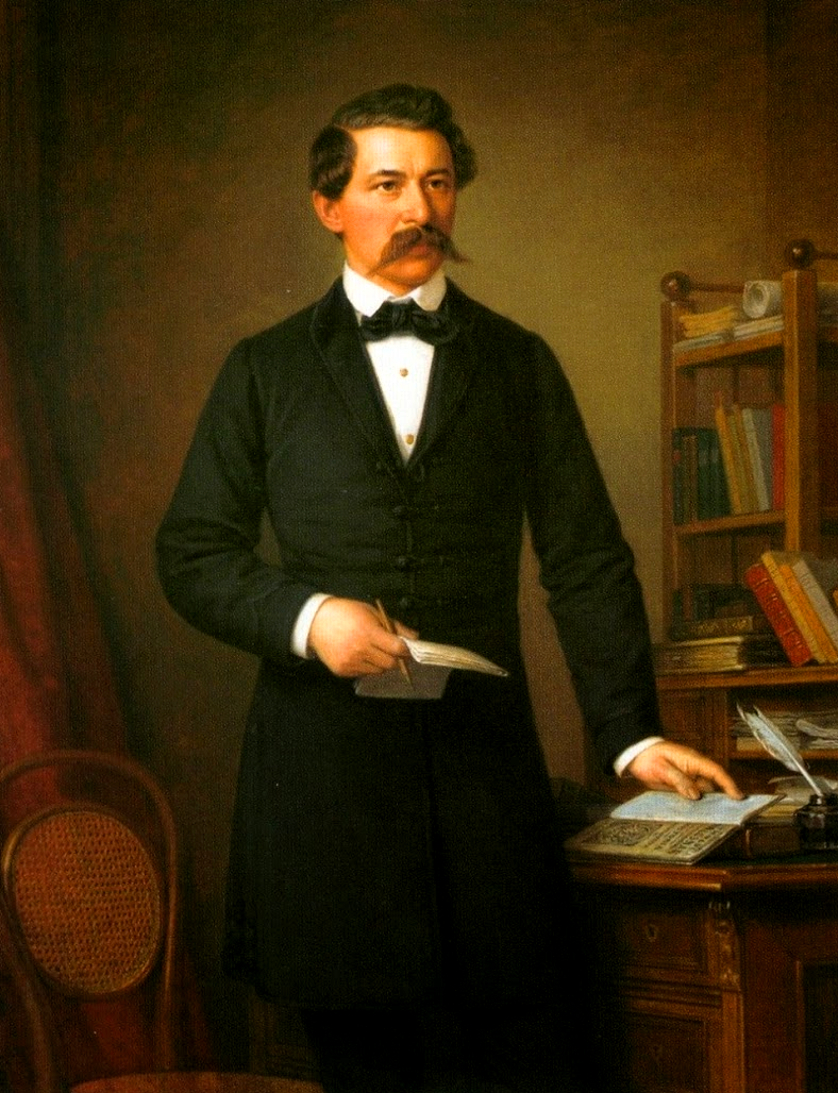
János Arany (1884)
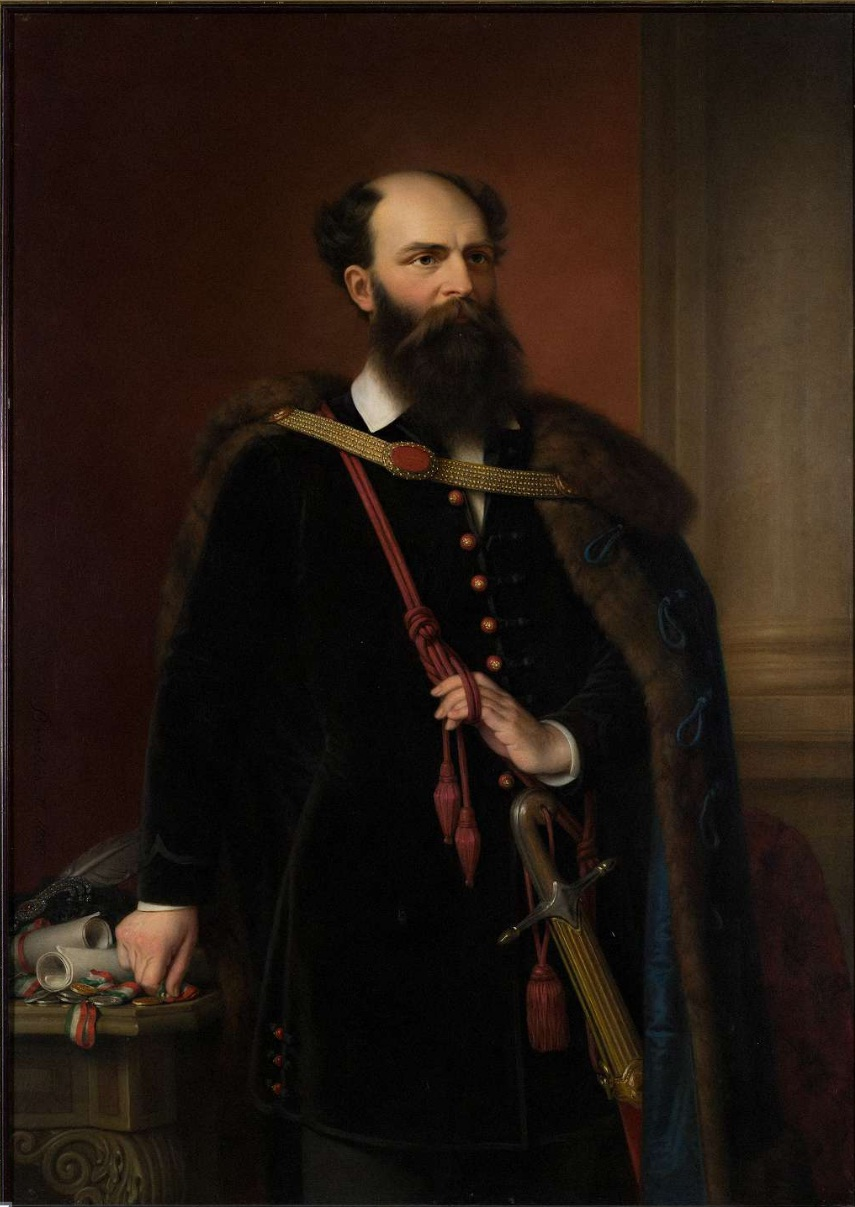
Lajos Batthyány
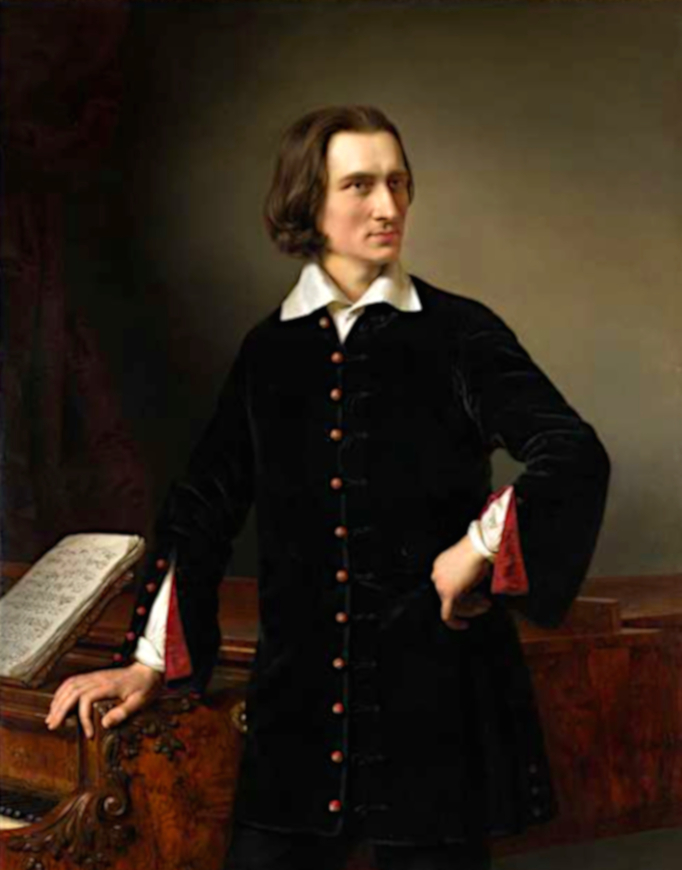
Franz Liszt (1847)
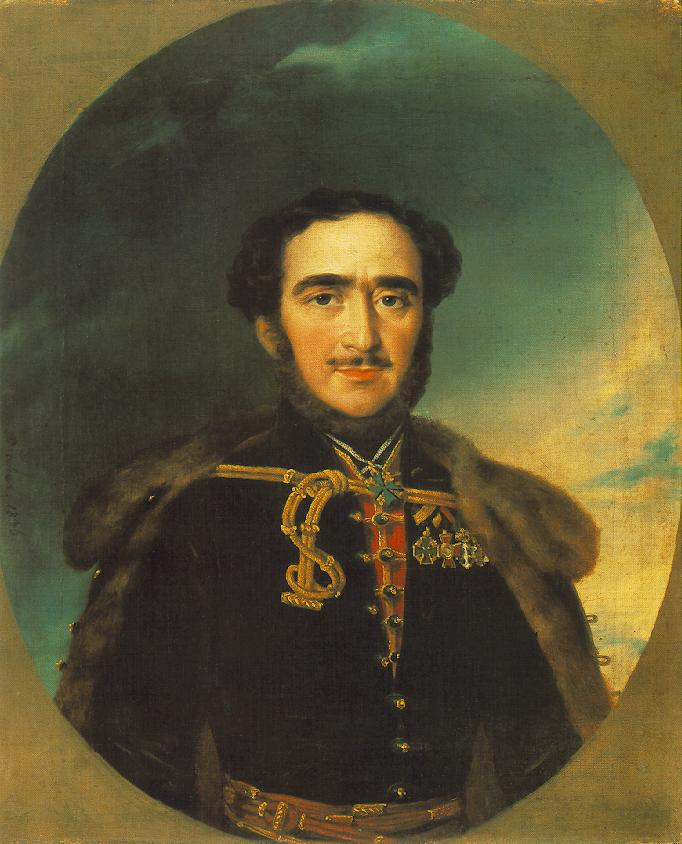
István Széchenyi (1836)
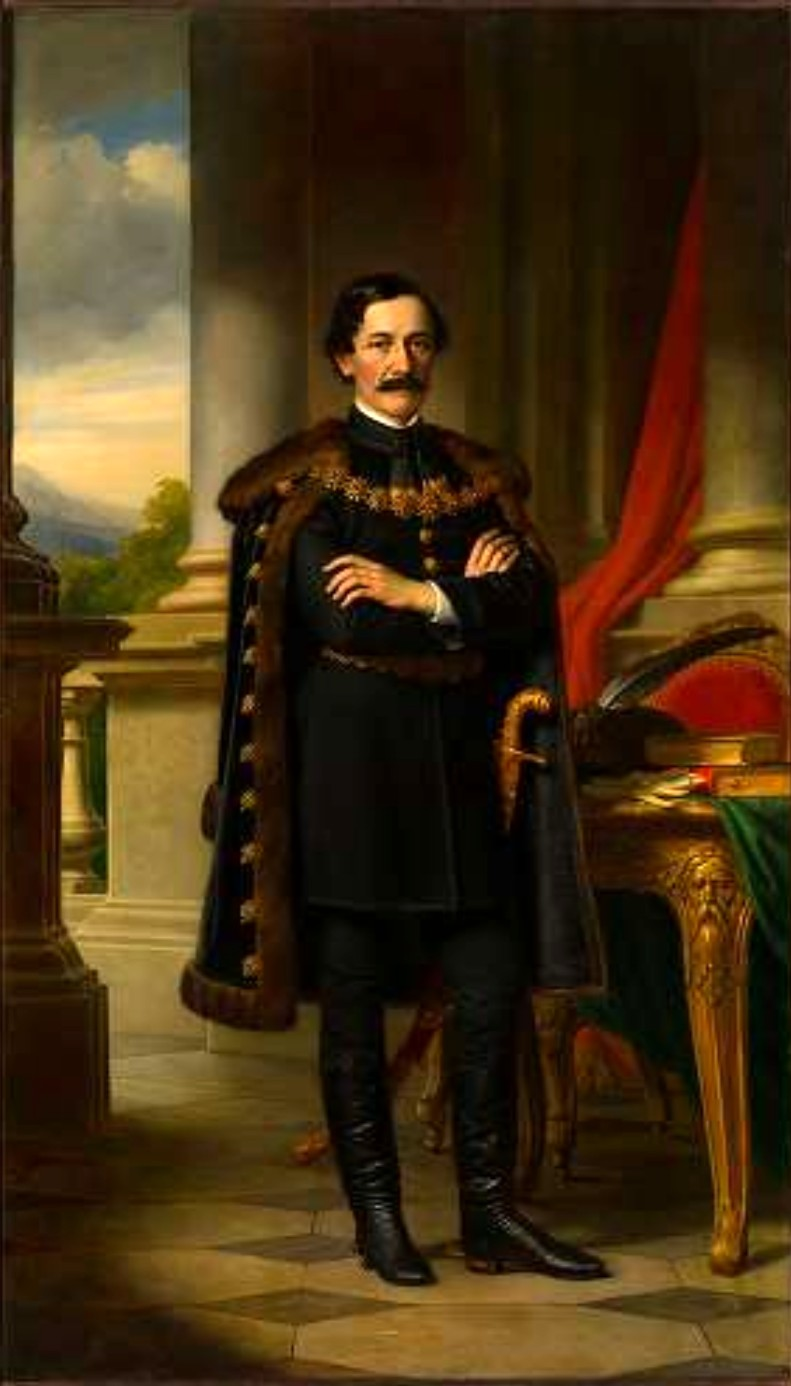
László Teleki László (1861)
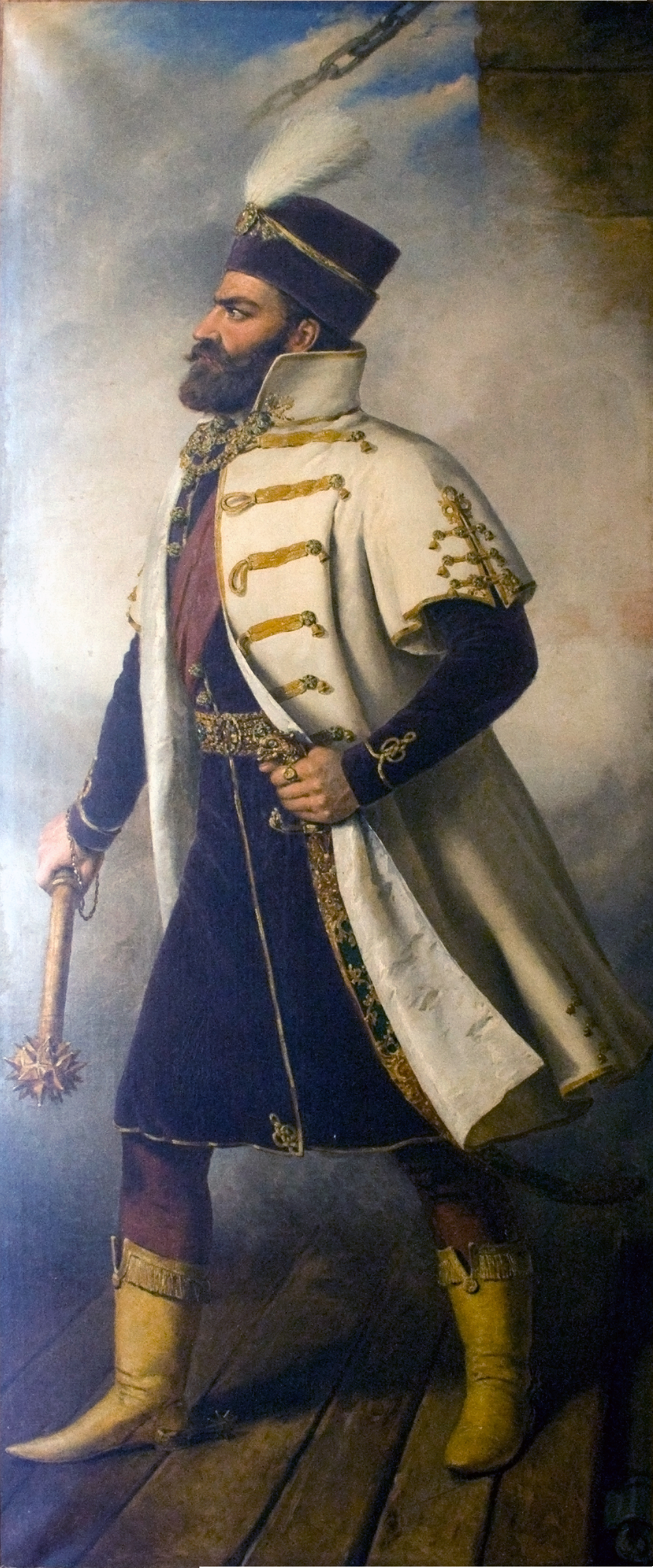
Miklós Zrínyi (1842)
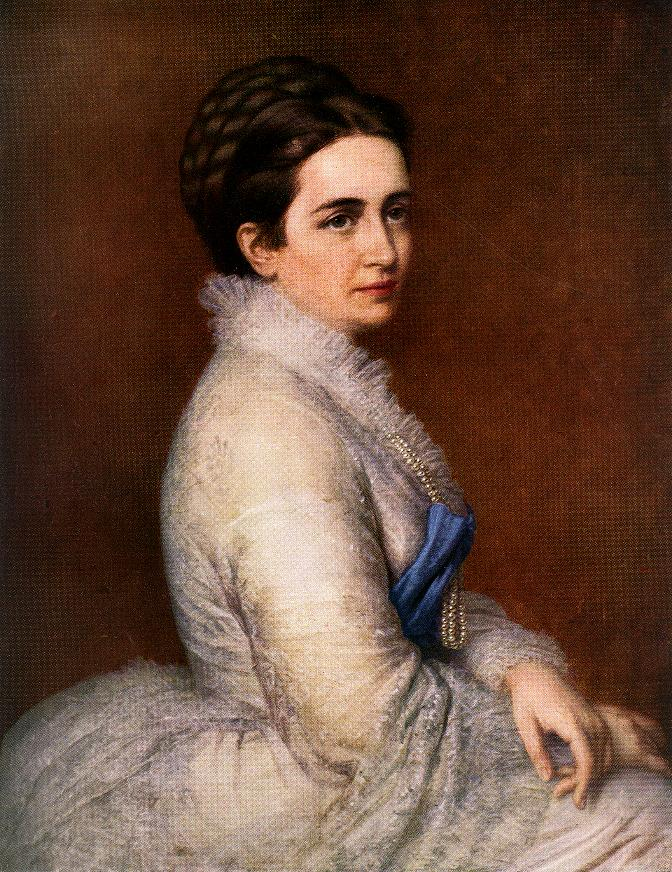
Istvánne Bittó (1874)
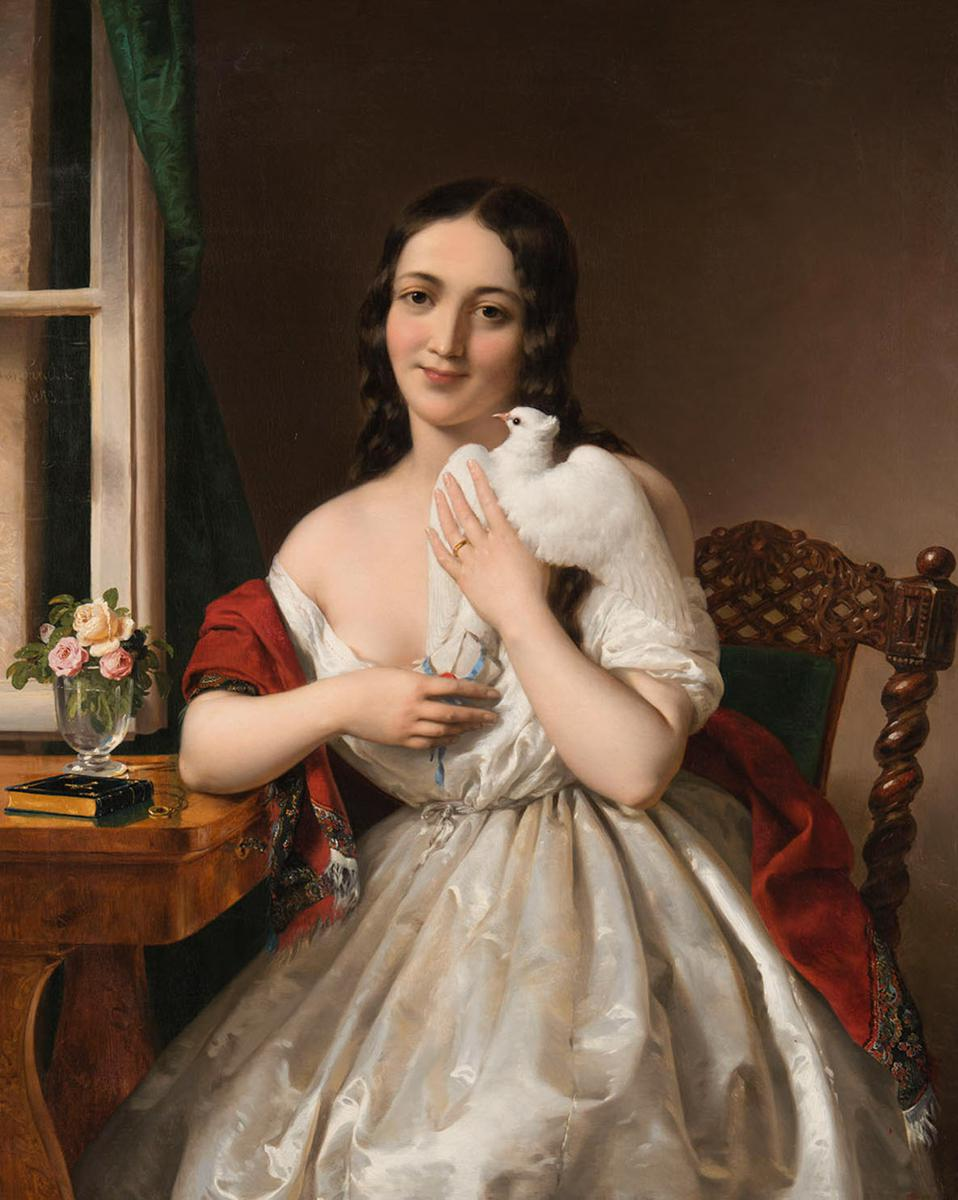
Taubenpost (1843)
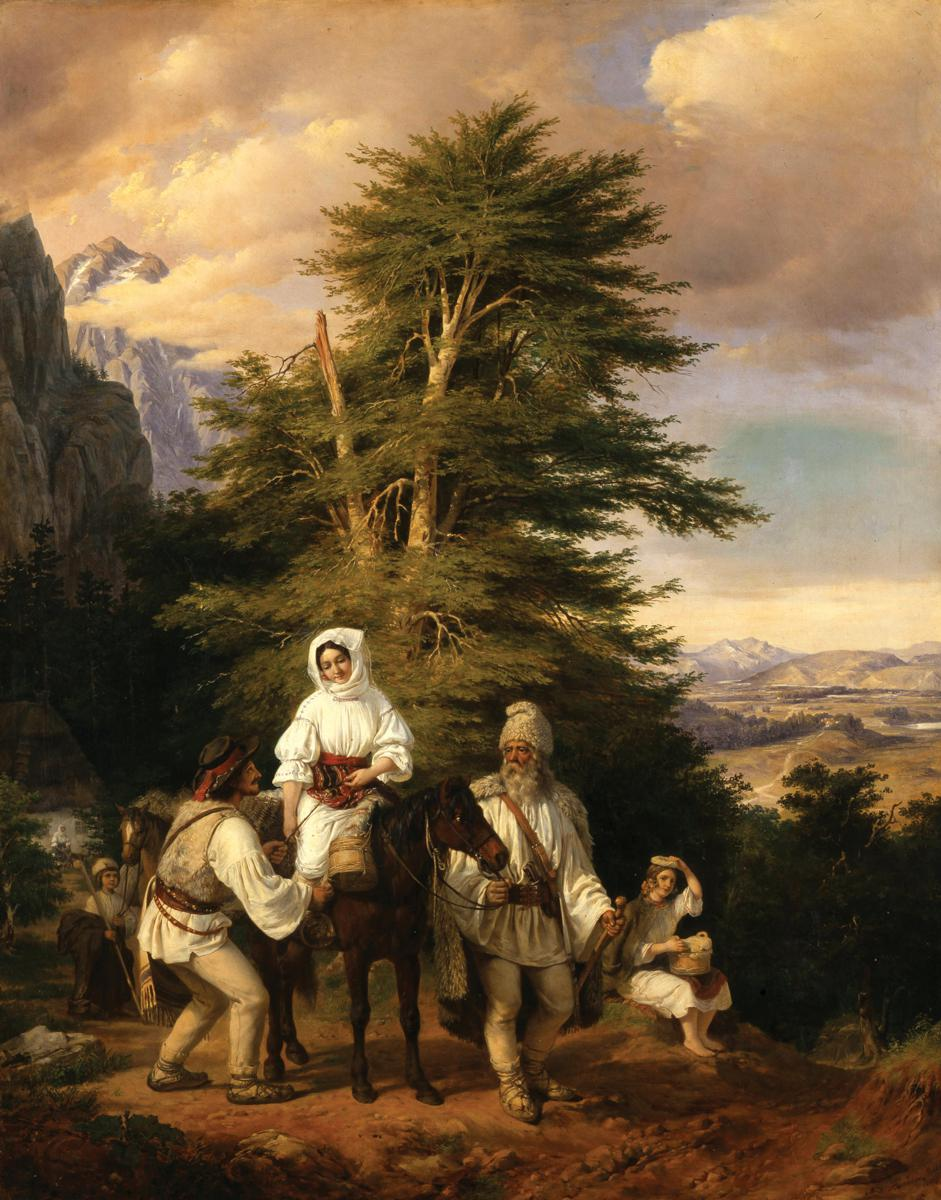
Vásárra menő oláh család (1843/44)
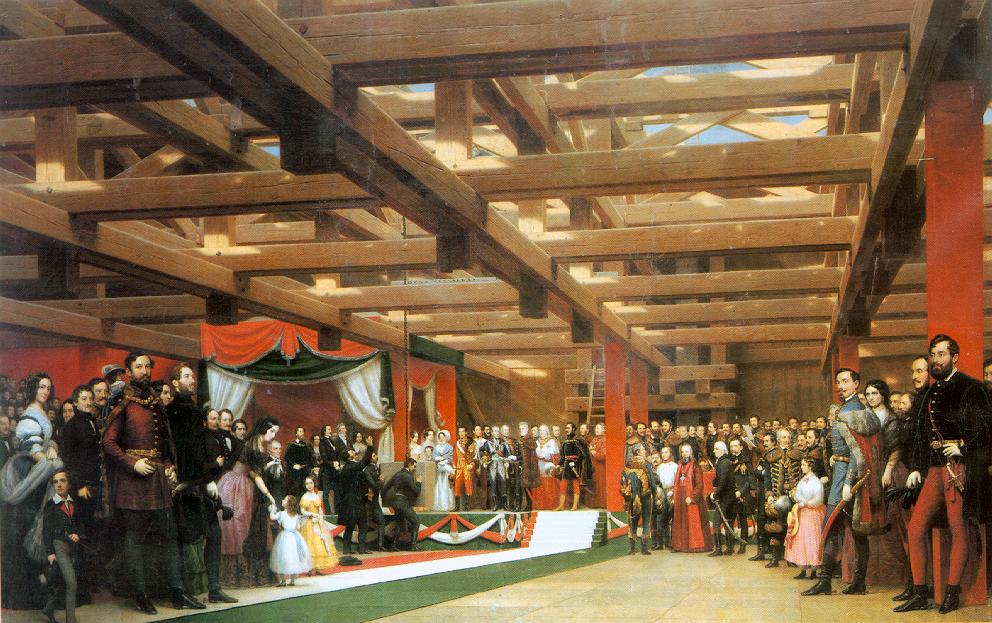
A Lánchíd alapkőletétele (1864)
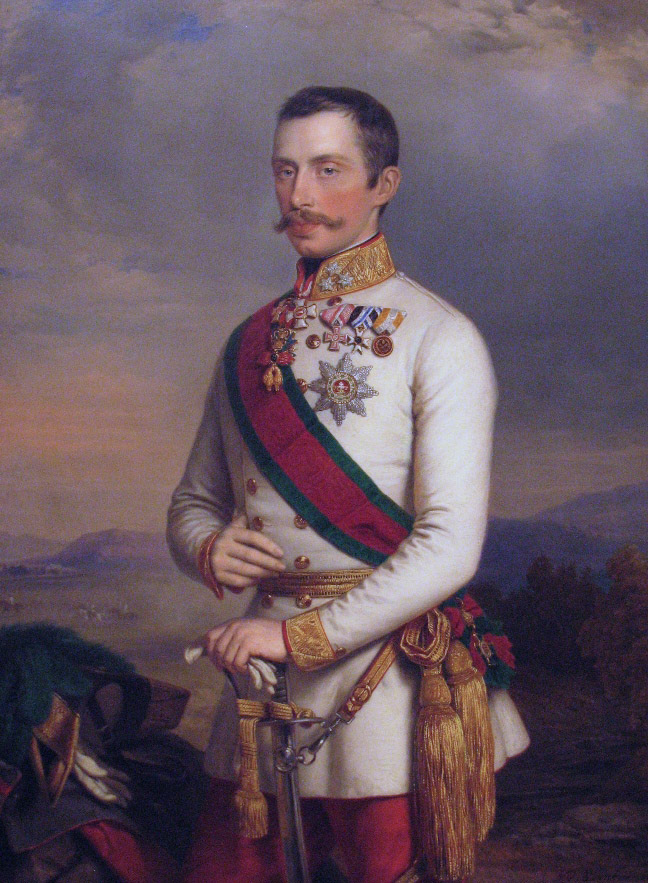
Portrait Erzherzog Albrecht (1854)